# Epiplatea erosa
Epiplatea erosa är en tvåvingeart som beskrevs av Friedrich Hermann Loew 1868. Epiplatea erosa ingår i släktet Epiplatea och familjen Richardiidae. Inga underarter finns listade i Catalogue of Life.